# Швеция на зимних Олимпийских играх 1956
Швеция принимала участие в VII Зимних Олимпийских играх, проходивших в Кортина д'Ампеццо, Италия, где завоевала 10 медалей, из которых 2 золотые, 4 серебряные и 4 бронзовые. Сборную страны представляли 58 спортсменов (50 мужчин, 8 женщин), выступавших в 8 видах спорта.

## Медалисты
| Медаль  | Спортсмен                                                           | Вид спорта         | Дисциплина                 |
| ------- | ------------------------------------------------------------------- | ------------------ | -------------------------- |
| Золото  | Сикстен Ернберг                                                     | Лыжные гонки       | 50 км, мужчины             |
| Золото  | Сигвард Эрикссон                                                    | Конькобежный спорт | 10000 м, мужчины           |
| Серебро | Сикстен Ернберг                                                     | Лыжные гонки       | 15 км, мужчины             |
| Серебро | Сикстен Ернберг                                                     | Лыжные гонки       | 30 км, мужчины             |
| Серебро | Бенгт Эрикссон                                                      | Лыжное двоеборье   | личное первенство, мужчины |
| Серебро | Сигвард Эрикссон                                                    | Конькобежный спорт | 5000 м, мужчины            |
| Бронза  | Стиг Солландер                                                      | Горнолыжный спорт  | Слалом, мужчины            |
| Бронза  | Леннарт Ларссон Гуннар Самуэльссон Пер-Эрик Ларссон Сикстен Ернберг | Лыжные гонки       | Эстафета 4×10 км, мужчины  |
| Бронза  | Соня Рутстрём-Эдстрём                                               | Лыжные гонки       | 10 км, женщины             |
| Бронза  | Ирма Юханссон Анна-Лиса Эрикссон Соня Рутстрём-Эдстрём              | Лыжные гонки       | Эстафета 3×5 км, женщины   |